# Aeroportul Rivière-du-Loup
Aeroportul Rivière-du-Loup (IATA: YRI, ICAO: CYRI) este un aeroport din Notre-Dame-du-Portage⁠(d), Rivière-du-Loup⁠(d), Bas-Saint-Laurent⁠(d), Provincia Québec, Canada ce deservește zona Rivière-du-Loup⁠(d). Aeroportul a fost tranzitat în 2013 de 0 pasageri. A fost numit după zona deservită.
Situat la o altitudine de 130 m, aeroportul dispune de o singură pistă. Este operat de Rivière-du-Loup⁠(d).